# Гахский район
Га́хский райо́н (азерб. Qax rayonu, груз. კახის რაიონი, цахур. Kax rayon) — район на севере Азербайджана. Административный центр — город Гах.

## История
Кахский район Азербайджанской ССР создан 8 августа 1930 года с центром в городе Ках. 4 января 1963 года расформирован и до 17 июня 1964 года входил в состав Закатальского района.
В 1973 году открыта Гахская станция племенного шелководства. В 1998 году из-за финансовых трудностей станция остановила деятельность.

## География
Район граничит на северо-востоке с Россией (Дагестан), на западе с Грузией, на севере с Загатальским районом, на востоке с Шекинским районом, на юге с Евлахским и Самухским районами.
Северная и северо-восточная часть района занята Кавказскими горами. В центральной части располагается Алазань-Хафтаранская равнина. Реки Кюрмюк, Айричай и другие относятся к бассейну реки Ганых (Алазань).
На юге района доминирует сухой субтропический климат, в центре — жаркий влажный субтропический, в горах — холодный. Годовое количество осадков на юге — 300 мм, на севере — 1600 мм.
Обилие водных ресурсов, баланс влаги, продуктивные почвы, леса, альпийские и субальпийские луга, зимние пастбища обеспечивают развитие сельского хозяйства и животноводства. В результате сильных дождей в горах и таяния снегов в районе часто происходят наводнения, которые наносят ущерб посевным площадям, а иногда и жилым помещениям.
В лесах растут дуб, граб, орех, каштан, различные фруктовые деревья. Обитают бурый медведь, горный козел, кабан, различные птицы.
Создан Илисуинский заповедник. Большая часть земель заповедника приходится на село Агчай.
Расстояние до Баку — 345 км.

## Природные ресурсы
В речных долинах, особенно в долинах реки Курмук и ее ответвлений распространены гравий, песок, глина, щебень. Основные ресурсы измельченной смеси песка сосредоточены на конвергенции рек. Имеются месторождения минерального сырья. Запасы глины составляют 35 000 м3 и 116 тысяч м3.
Водные ресурсы района составляют 13 % водных ресурсов Большого Кавказа (3 873 км3). Для обеспечения водоснабжения из различных источников в секунду извлекается 100 000 м3 воды, из которых 99 000 м3 составляют речная вода и 1 000 м3 — подземные воды. 63 тыс. м3 используются как поливная вода, 0,40 тыс. м3 для внутреннего потребления, 0,28 тыс. м3 — для производства, 2 тыс. м3 — в сельском хозяйстве.
Из полезных ископаемых присутствует сера, полиметаллическая руда. Залежи минеральных источников расположены в Огланбулаг, Гызбулаг и Хамамбулаг, роднике возле села Сюскянд. Около родника находится санаторий и производится питьевая вода «Гах».

## Административное деление
Район состоит из города Гах и 61 села:
| - Агчай - Агъязы - Алибейли - Алмалы - Аманлы - Амберчай - Амирджан - Армудлу - Ашагы-Малах - Багтала - Байдарлы - Бёюк-Алатемир - Газмалар - Гайсарлы - Гапычай - Гарабалдыр - Гарадолаг - Гарамеше - Гаратала - Гахбаш - Гахингилой - Гахмугал - Гашгачай - Гюллюк - Гымырлы - Гындырга - Деймедаглы - Джалаер - Ени-Илису - Зейем - Зерне | - Ибахлы - Илису - Ингилой-Кётюклю - Кешгутан - Кировкянд - Кичик-Алатемир - Кораган - Кум - Кыпчак - Лекит - Лекит-Кётюклю - Лекит-Малах - Лелели - Лелепаша - Марсан - Мешебаш - Онджаллы - Сарыбаш - Сюскянд - Тангыт - Тасмалы - Тураджлы - Узунтала - Узюмлю - Фыстыглы - Халяфтала - Чинарлы - Чюдюллю - Шотавар - Шыхлар |

## Население
| Год      | 2015   | 2020   | 2021   | 2022   | 2023   |
| -------- | ------ | ------ | ------ | ------ | ------ |
| тыс. чел | 55 600 | 57 600 | 57 700 | 58 000 | 58 200 |

На 2020 год в районе проживало 57 400 чел.
На 1 января 2024 года население района составило 58 206 человек. Из них 28 048 мужчин (48,2 %), 30 158 женщин (51,8 %). 14 656 чел. — городское население (25,18 %), 43 550 чел. — сельское (74,82 %)
Плотность населения 39 чел. / 1 км2.

### Этнический состав
| Этническая группа | 1999      | 1999   | 2009      | 2009   |
| Этническая группа | Население | %      | Население | %      |
| ----------------- | --------- | ------ | --------- | ------ |
| Всего             | 51 161    | 100.00 | 53 259    | 100.00 |
| Азербайджанцы     | 39 355    | 76.92  | 43 946    | 82.51  |
| Грузины           | 7 450     | 14.56  | 7 447     | 13.98  |
| Цахуры            | 2 612     | 5.11   | 1 008     | 1.89   |
| Лезгины           | 609       | 1.19   | 253       | 0.48   |
| Русские           | 91        | 0.18   | 67        | 0.13   |
| Турки             | 96        | 0.19   | 64        | 0.12   |
| Аварцы            | 11        | 0.02   | 9         | 0.02   |
| Татары            | 7         | 0.01   | 7         | 0.01   |
| Украинцы          | 26        | 0.05   | 5         | 0.01   |
| Другие            | 899       | 1.76   | 446       | 0.84   |

Статистика демографии показывает, что рост населения колеблется. Например, в 2000 году было 832 новорожденных, в 2006 году — 816, в 2009 году — 753. Согласно переписи 2009 года в Азербайджане проживало порядка 10 000 грузин, имеющих азербайджанское гражданство. От общего населения страны это около 0,1 процента. Большая часть грузин проживает в Загатальском и Гахском районах.

## Экономика
Район относится к Шеки-Загатальский экономический району. Развивается животноводство, растениеводство (особенно специализированное на зерне), садоводство, выращивание орехоплодных (фундук, каштан, орех).
На 2023 год действовало 23 промышленных предприятия.
Основными предприятиями пищевой промышленности являются плодоовощные консервные заводы. Большая часть производимой продукции отправляется в другие регионы. Действуют предприятия по производству масложировой продукции, хлебобулочных изделий, восточных сладостей.

### Гахская станция шелководства
В 2017 году начата реконструкция Гахской станции племенного шелководства. 28 октября 2018 года станция была открыта после реконструкции. Первоначально территория станции составляла 5 гектар. За период реконструкции станция расширена ещё на 20 гектар. На станции расположены лаборатория, инкубационный центр, центр производства гибридных семян.
Станция рассчитана на производство 4 тысяч пачек гибридных семян шелкопряда, 4 килограммов семян шелкопряда суперэлитного и 50 килограммов элитного класса, которые обеспечат производство 2 тысяч тонн сырых коконов в год.
На станции планируется изготовление тутового листа, кукурузного крахмала, активированных дрожжей, витаминовой смеси и мраморной пыли.
На территории 3 гектар на станции расположены тутовые сады.

### Сельское хозяйство
| Год             | 2015   | 2020     | 2021     | 2022     | 2023     |
| --------------- | ------ | -------- | -------- | -------- | -------- |
| Зерно           | 13 226 | 15 226   | 15 929,7 | 15 107   | 14 295,1 |
| Из них пшеница  | 6 064  | 10 270   | 10 036   | 8 830,5  | 8 342    |
| Картофель       | 290    | 322      | 319      | 302,3    | 303      |
| Сахарная свекла | 9      | 31       | 0        | 16,3     | 0        |
| Подсолнух       | 28     | 0        | 0        | 0        | 0        |
| Овощи           | 273    | 320      | 336      | 333,7    | 323,4    |
| Бахчевые        | 195    | 193      | 201      | 201      | 133,2    |
| Сады            | 5 236  | 12 075,2 | 12 075,2 | 12 052,6 | 12 052,6 |

|                 | 2015   | 2020     | 2021     | 2022     | 2023     |  |
| --------------- | ------ | -------- | -------- | -------- | -------- |  |
| Зерно           | 36 766 | 58 115   | 64 627,8 | 57 965,3 | 55 683,6 |  |
| Из них пшеница  | 15 700 | 30 564,3 | 33 644   | 29 510,9 | 24 436,8 |  |
| Картофель       | 2 331  | 2 966    | 3 011,8  | 2 856,6  | 2 872,2  |  |
| Сахарная свекла | 28     | 1 125,6  | 0        | 83,1     | 0        |  |
| Подсолнух       | 42     | 0        | 0        | 0        | 0        |  |
| Овощи           | 2 061  | 2 670,2  | 2 827,7  | 2 752,7  | 2 631,1  |  |
| Бахчевые        | 1 800  | 1 996    | 2 077,9  | 1 814    | 1 212    |  |
| Сады            | 9 704  | 9 492,9  | 13 673,5 | 16 247,6 | 18 477,8 |  |

| Год        | 2015  | 2020   | 2021   | 2022   | 2023   |
| ---------- | ----- | ------ | ------ | ------ | ------ |
| Количество | 8 317 | 27 000 | 31 060 | 31 744 | 30 823 |

## Здравоохранение
На 2023 год в районе действовала 1 больница на 154 койки, 13 поликлиник. Работали 101 врач, 365 средних медицинских работника.

## Образование
Действуют 53 школы, 33 библиотеки на 282 100 книг.
| Год | 2015  | 2020  | 2021  | 2022  | 2023  |
| --- | ----- | ----- | ----- | ----- | ----- |
| чел | 6 780 | 7 435 | 7 528 | 7 516 | 7 377 |

## Инфраструктура
Действуют 4 музея, 7 парков.
| Год                  | 2015    | 2020    | 2021    | 2022  | 2023    |
| -------------------- | ------- | ------- | ------- | ----- | ------- |
| Количество (тыс. м2) | 1 162,4 | 1 218,3 | 1 230,8 | 1 345 | 1 347,9 |

| Год             | 2015  | 2020  | 2021    | 2022  | 2023  |
| --------------- | ----- | ----- | ------- | ----- | ----- |
| Количество (м2) | 7 032 | 3 646 | 6 408,2 | 2 260 | 2 896 |

## Главы исполнительной власти
Первые секретари районного комитета партии:
- Сирадж Дибиров (1954—?)
- Гаджимамед Абдуллаев (1957—?)
- Асийят Юсифова[азерб.] (?—1963)
- Асийят Юсифова[азерб.] (1964—1970)
- Сафиййя Дибирова[азерб.] (1970—1982)
- Максим Мусаев[азерб.] (1982—1988)
- Сейид Малахов

С 1991:
- Вагиф Годжаев[азерб.] (? — 20 мая 1992)[18]
- Кямал Мухтарлы[азерб.] (20 мая 1992 — 11 ноября 1993)[18][19]
- Хайям Мамедов[азерб.] (11 ноября 1993 — 5 декабря 2002)[19][20]
- Аббас Геюшов (5 декабря 2002 — 27 декабря 2007)[21]
- Мубариз Ахмедзаде (27 декабря 2007 — 1 сентября 2009)[22][23]
- Тельман Гулиев[азерб.] (1 сентября 2009 — 12 апреля 2010)[24][25]
- Муса Шекилиев (12 апреля 2010 — 21 июня 2025)[26][27]

## Достопримечательности
В районе обнаружено несколько поселений и курганов (энеолит-железо, бронзовый век).
- Джинли гала — крепость на левом берегу реки Курмухчай в деревне Илису. Крепость была построена в XVII веке с целью обороны. Сооружены специальные бойницы для поражения врага стрелковым оружием.
- Сумуг-кала — построена в деревне Илису с оборонительной целью в VII—IX веках. Башня четырехугольной формы и сужается к самому верху. Состоит из четырех этажей. Стены построены из камня
- Мост Улу — построен в месте сужения реки Кюмрюк. Мост сохранился до наших дней и действует.
- Крепость Гасан хана — относится к XIX веку. Находится около деревни Гахбаш, на правом берегу реки Кюмрюк. Крепость состоит из башен и крепостных стен. Носила оборонительный характер. При строительстве башни использовался речной камень и известковый раствор
- Галача (крепость Шамиля) — Расположена на Йезлидаге, рядом с деревней Илису. Имеет округлую форму
- Мавзолей Гаджи Тапдыг и Шейх Юнис Имрэ — построены в лесах деревни Онджанлы около могил выдающихся личностей Гаджи Тапдыга и Шейха Юнис Имрэ. Место прозвано местными жителями «Огуз».
- Мечеть XVII века в историко-культурном заповеднике Илису
- Крепость «Джинли» IX—XIV веков
- Храмовый комплекс XII—XIII веков
- Замок Пяри XV—XVI веков
- Храм XVI века
- Замковые ворота и стены XVI—XVII вв.
- Мечеть Хаджи Тапдык

## Известные уроженцы
- Анатолий Муратов (1900—1964) — советский военачальник, гвардии генерал-майор.
- Хамис Мурадов (род. 1943) — азербайджанский кинорежиссёр, сценарист, продюсер, Народный артист Азербайджана (2005), Заслуженный деятель искусств Азербайджана (2000), лауреат Государственной премии Азербайджанской ССР (1988), индивидуальный стипендиат Президента Азербайджанской Республики (2012), директор киностудии «Азербайджанфильм» (2002—2011).
- Имам Мустафаев — советский партийный и государственный деятель. 1-й секретарь ЦК КП Азербайджанкой ССР (1954—1959).
- Мосе Джанашвили (1855—1934) — автор работ по истории, этнографии и лингвистике, большинство из которых посвящено русско-грузинским отношениям.
- Исмаил Дагестанлы (1907—1980) — актёр театра и кино, народный артист Азербайджанской ССР (1949), народный артист СССР (1974)
- Айнур Софиева — азербайджанская шахматистка, международный гроссмейстер, депутат Милли Меджлиса Азербайджана второго созыва, заместитель председателя Государственного комитета по проблемам семьи, женщин и детей, президент федерации шахмат Азербайджана в 2002—2007 годах